# Isabella Rüttenauer

Isabella Rüttenauer um 1970

Isabella Rüttenauer (geb. Papmehl; * 15. September 1909 in St. Petersburg; † 21. August 2007 in Neuhaus, Schliersee) war eine deutsche Germanistin, Schriftstellerin und Erziehungswissenschaftlerin. Rüttenauer hatte seit den 1960er Jahren eine Professur für Allgemeine und Vergleichende Pädagogik an der Pädagogischen Hochschule Münster I, später Abteilung der PH Westfalen-Lippe, leitete die Pädagogische Sektion des Arbeitskreises Wissenschaft und Gegenwart und veröffentlichte als Autorin mehrere Bücher.

## Leben
Die Eltern Eduard und Martha (geb. von Veh) Papmehl gehörten zu der großen deutschstämmigen Gemeinde in St. Petersburg. Beide Familien – Papmehl und von Veh – siedelten seit mehreren Generationen im Baltikum und in Russland. Der Urgroßvater Karl Papmehl besaß in St. Petersburg eine kleine, noch ganz auf Handbetrieb abgestellte Zuckersiederei. Hier trat 1837 Leopold Koenig, der spätere „Zuckerkönig“, als Lehrling ein. 1846 heiratete er Karoline Papmehl, die Tochter seines Lehrherrn. Karolines Bruder Eduard-Friedrich wiederum ehelichte Leopold Koenigs Schwester Henriette. Aus dieser Ehe ging Eduard Papmehl, Isabella Rüttenauers Vater, hervor.
Der Vater, von Beruf Ingenieur, trat Jahrzehnte später seinerseits in die Dienste des inzwischen größten russischen Zuckerimperiums, das nach dem Tod Leopold Koenigs 1903 dessen Söhne weiterführten. Bis 1914 war Eduard Papmehl Direktor der hoch-modernen Zuckerfabrik in Trostjanetz, Ukraine.
Dort in der Ukraine verlebte Isabella Rüttenauer ihre Kindheit. Ihre erste Sprache war Russisch. 1914 zog die Familie nach St. Petersburg. Ab dem fünften Lebensjahr wurde sie von ihrer Mutter in Deutsch und den anderen Fächern unterrichtet – vorzugsweise nach der Methode Montessori.
In den Unruhen der Oktoberrevolution von 1917 floh die Familie – inzwischen war auch der jüngere Bruder geboren – nach Riga, Lettland. Nachdem die „Roten“ Riga eingenommen hatten, wurde die Einheits-Arbeitsschule eingeführt – Unterrichtssprache Russisch. Nach der Rückeroberung durch die „Weißen“ wurde es wieder die normale Schule – Sprache Deutsch. 1919 übersiedelte sie mit ihrer Familie nach Deutschland.
Vorübergehend kam die Familie bei Eduard Papmehls Vetter Alexander Koenig auf Schloss Blücherhof in Mecklenburg unter – bis der Vater 1920 Arbeit und eine bescheidene Wohnung in Berlin fand.
Der Zweite Weltkrieg zwang Isabella Rüttenauer ein zweites Mal zu Umsiedlung und Flucht: 1936 hatte sie in Berlin Wolfgang Rüttenauer, den Sohn des Schriftstellers Benno Rüttenauer geheiratet. 1943 hatten sie bereits drei kleine Kinder, als sie mit ihren Kindern auf Geheiß der nationalsozialistischen Behörden nach Landsberg an der Warthe evakuiert wurde. Hier kam das vierte Kind (der vierte Sohn) zur Welt. Im Januar 1945 – als die Sowjetarmee immer näher rückte – gelang es ihr, mit ihren Kindern einen der letzten Züge in Richtung Westen zu besteigen. Das Ziel war St. Quirin am Tegernsee. Dort war ihre aus München „ausgebombte“ Schwägerin Irmingard einquartiert worden – im Rahmen der Wohnraumzwangsbewirtschaftung.
Rüttenauer schilderte ihr eigenes, privates Leben unter der Herrschaft der Nationalsozialisten in „Die Zeit des Entsetzens und des kleinen privaten Glücks“.
In St. Quirin wurde 1949 der jüngste Sohn geboren. Hier lebte sie mit ihrer Familie bis zum Tode ihres Ehemanns Wolfgang im Jahr 1957.
Aus finanziellen Gründen musste sie sich nun nach einer festen Anstellung umsehen. Auf Empfehlung von Erich Trunz erhielt sie ein Angebot der Pädagogischen Akademie in Münster. Sie nutzte die Chance und wagte einen Neuanfang als Wissenschaftlerin. Die beiden jüngsten Söhne zogen mit nach Münster. Die drei älteren waren schon selbständig genug, befanden sich aber alle noch in der Ausbildung.
Nach ihrer Emeritierung lebte sie wieder in Oberbayern. 2007 starb sie kurz vor ihrem 98. Geburtstag.

## Werdegang
Ihre erste deutsche Schule war die Altstädter Höhere Mädchenschule in Dresden. Hier blieb sie – betreut von einer Tante – bis zum Schulabschluss mittlere Reife 1926. Danach zog sie zu ihren Eltern nach Berlin und machte dort 1929 das Abitur.
An der Friedrich-Wilhelm-Universität in Berlin studierte sie Germanistik, Philosophie und Theologie – Promotion 1935. In Seminaren von Romano Guardini lernte sie Wolfgang Rüttenauer, ihren späteren Ehemann, kennen. Wolfgang Rüttenauer war Guardinis Privatsekretär. Die Begegnung mit Guardini bestärkte sie in ihrem Entschluss, zum katholischen Glauben zu konvertieren. Neben ihrem Studium arbeitete sie als Hilfskraft an der Preußischen Akademie der Wissenschaften. Diese Tätigkeit führte sie weiter bis zur Geburt ihres dritten Kindes 1941. Danach war sie freie Literaturkritikerin und Schriftstellerin. 1958 wurde sie als Quereinsteigerin Assistentin an der Pädagogischen Akademie Münster – ab 1960 Dozentin. In den 1970er Jahren erhielt sie dort die Professur für Allgemeine und Vergleichende Pädagogik. Ihre Emeritierung erfolgte 1975.

## Wirken
Auf Grund ihrer Veröffentlichungen, in denen sie nachwies, dass künftige Lehrer sowie Personen, die in außerschulischen Tätigkeitsfeldern pädagogisch tätig werden wollen, Grundwissen über das pädagogische Denken und Handeln in Geschichte und Gegenwart benötigen, wurde sie auf eine neu eingerichtete Professur für Allgemeine und Vergleichende Pädagogik berufen. Mit einer Monographie über den sowjetischen Schriftsteller und Pädagogen Anton S. Makarenko, die 1965 im Herder Verlag Freiburg erschien, erlangte sie internationale Aufmerksamkeit und Anerkennung. Beim Studium der russischen Fachliteratur kam ihr zugute, dass sie auf Grund ihres Lebenslaufs die Texte mühelos im Original lesen konnte.
Eines ihrer vorrangigen Anliegen als Hochschullehrerin war die Förderung des wissenschaftlichen Nachwuchses. Zahlreiche ihrer Doktoranden und Habilitanden, die in einem – für die 60er Jahre seltenen – Kolloquium zu Fragen der international-vergleichenden Bildungsforschung versammelt waren, wurden später zu Professoren an deutschen Universitäten berufen.
Mit den Publikationen
- Vergleichende Erziehungswissenschaft. Texte zur Methodologie-Diskussion, München 1974
- Schritte. Beiträge und Studien zur vergleichenden Erziehungswissenschaft und Lehrerausbildung, Oldenburg 1979
- Suche nach Identität. Isabella Rüttenauer zum 75. Geburtstag, Oldenburg 1984

wurden ihre Verdienste um die Lehrerausbildung und die Ausbildung für außerschulische Tätigkeitsfelder, die mit dem Diplom abgeschlossen wurden, gewürdigt.
Ein weiteres Feld ihrer wissenschaftlichen Tätigkeiten war mit dem Arbeitskreis Wissenschaft und Gegenwart verbunden. Dieser Arbeitskreis, der in den 1960er Jahren von katholischen Laien gegründet wurde und bis zur Vereinigung der beiden deutschen Staaten bestand, suchte über interdisziplinär ausgerichtete Sektionen in jährlichen Begegnungstreffen den Gedanken der Wiedervereinigung lebendig zu halten. Isabella Rüttenauer leitete über viele Jahre die Pädagogische Sektion des Arbeitskreises.

## Werke (Auswahl)
Von Isabella Rüttenauer
- Das Wort Heilig in der deutschen Dichtersprache von Pyra bis zum jungen Herder – Weimar: Böhlau, 1937
- Vom verborgenen Glauben in Eduard Mörikes Gedichten – Würzburg: Werkbund-Verl., Abt. Die Burg, 1940
- Ein christlicher Hausvater – Würzburg: Werkbund-Verl., 1949, Neudr.
- Gottes Geschichte mit den Menschen – Berlin: Morus-Verl., 1951
- Der Herr wirkt Wunder an dir! – Berlin: Morus-Verl., 1951
- Friedrich von Spee, 1591–1635 – Freiburg: Herder, 1950
- Matthias Claudius – Freiburg: Alber, 1952, 2. Aufl.
- A.S. Makarenko: Ein Erzieher u. Schriftsteller in d. Sowjetgesellschaft – Freiburg i. Br.: Herder, 1965

Über Isabella Rüttenauer
- Schritte ...: Beitr. u. Studien zur vergl. Erziehungswiss. u. zur Lehrerausbildung. Isabella Rüttenauer zum 70. Geburtstag von Freunden u. Kollegen / hrsg. von Friedrich W. Busch
- Vom Ausschluss zum Abschluss, Berliner Germanistinnen von 1900 bis 1945 – Studienalltag und Lebenswege. Herausgegeben von Levke Harders, Berlin: ZwiebelFisch Verlag 2004
- Weibliche Arbeitswelten in der Wissenschaft – Frauen an der Preußischen Akademie der Wissenschaften zu Berlin 1890–1945, von Petra Hoffmann (E-Book), Transcript Verlag 2014